# Persiskt fetblad
Persiskt fetblad (Phedimus stoloniferus) är en fetbladsväxtart som först beskrevs av Samuel Gottlieb Gmelin, och fick sitt nu gällande namn av H. 't Hart. Enligt Catalogue of Life ingår Persiskt fetblad i släktet fetblad och familjen fetbladsväxter, men enligt Dyntaxa är tillhörigheten istället släktet fetblad och familjen fetbladsväxter. Arten förekommer tillfälligt i Sverige, men reproducerar sig inte. Inga underarter finns listade i Catalogue of Life.

## Bildgalleri

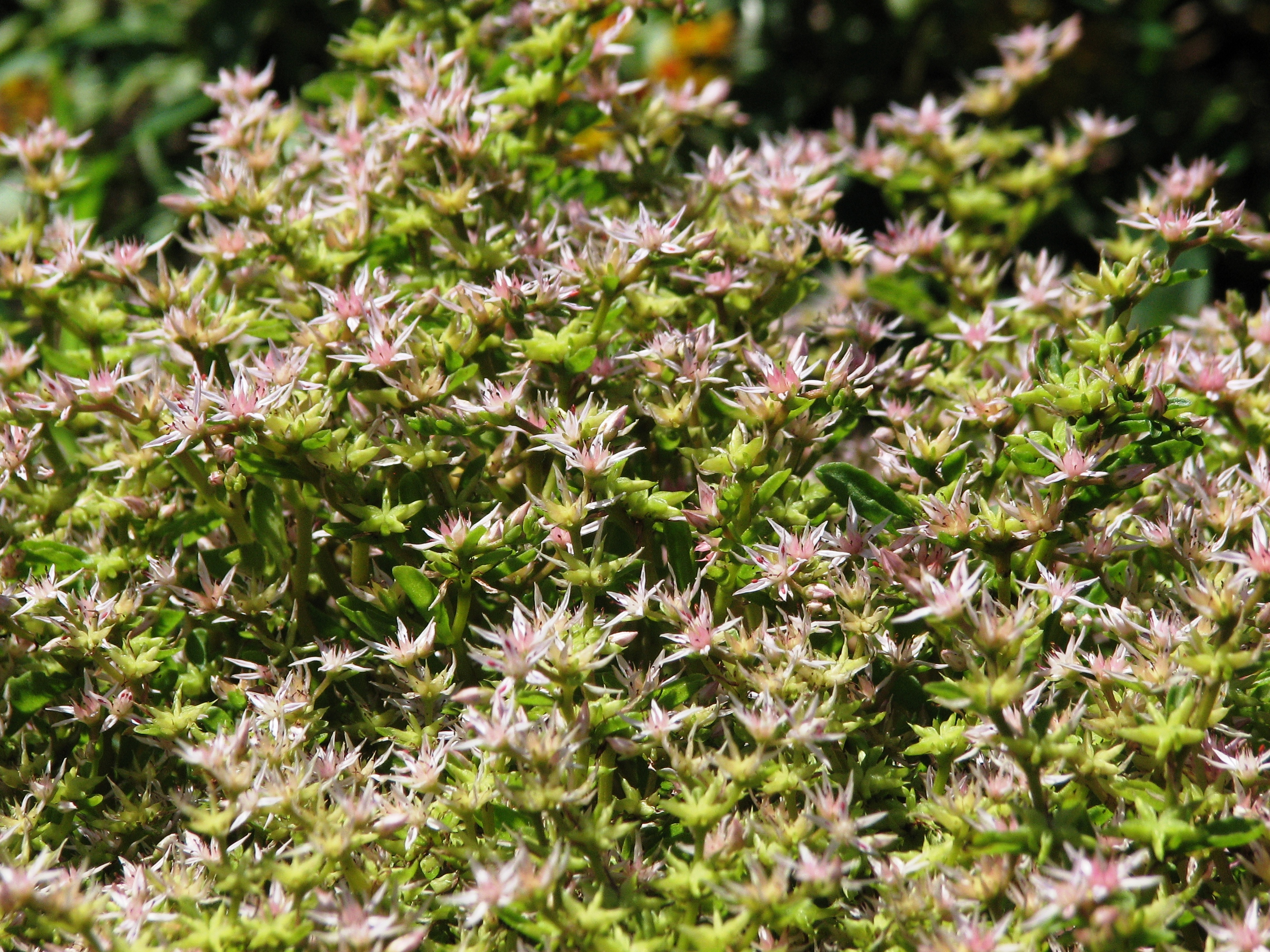
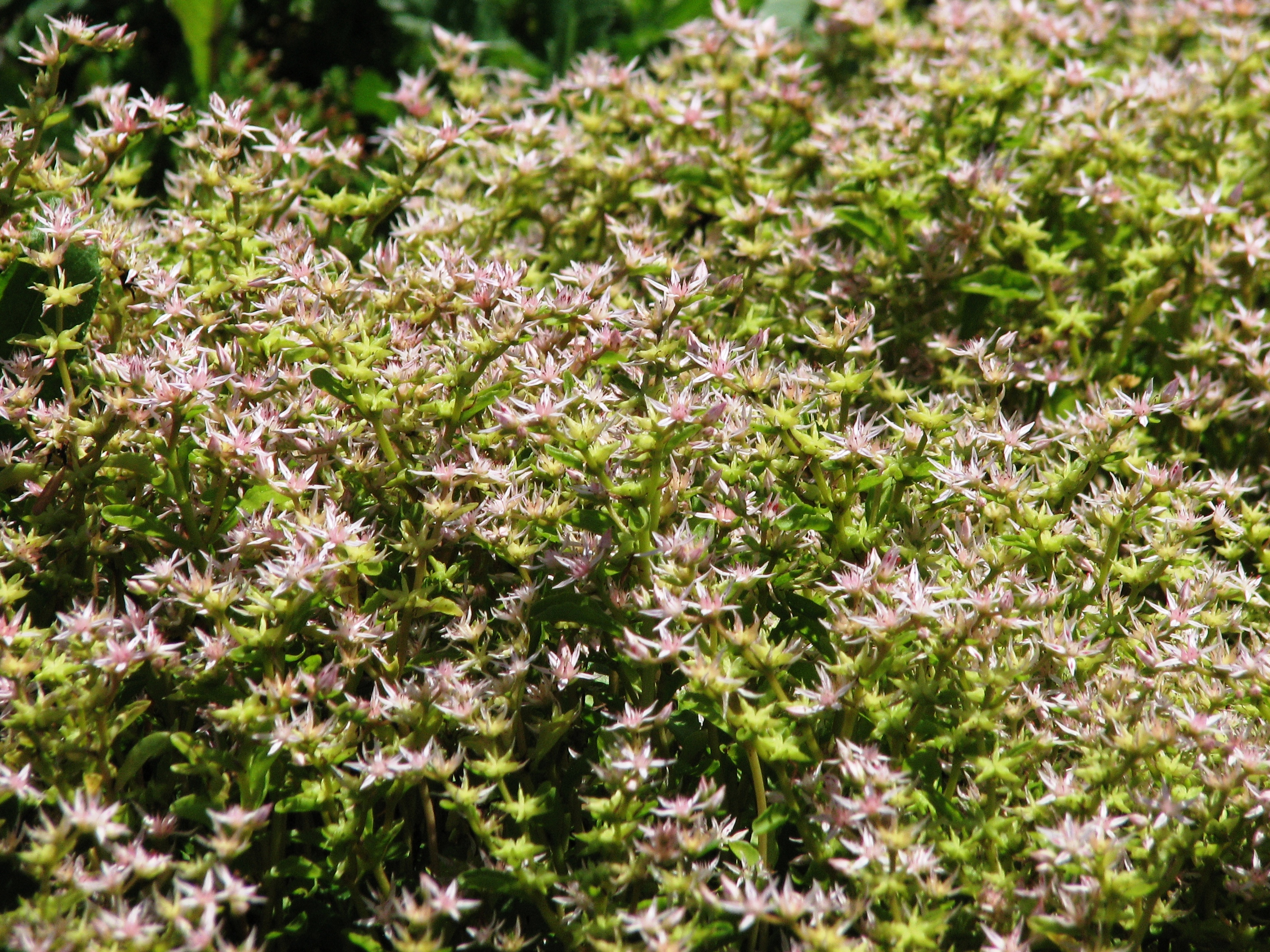